# Josep Maria Rendé i Ventosa
Josep Maria Rendé i Ventosa (1877-1925). Va néixer en el si d'una família benestant de l'Espluga de Francolí. Fou un dels agraristes més importants de Catalunya en el període del primer quart del segle xx. De ben jove participà en nombroses activitats culturals de la seva vila natal, entre les quals destacà la direcció del grup de teatre Niu Tranquil i la fundació de l'entitat Clam Catalanista.
Esmerçà temps i energia per ajudar a bastir un sòlid edifici cooperatiu a la seva vila natal: el Celler Cooperatiu de l'Espluga de Francolí. A partir d'aquest moment es convertí en un referent comarcal a la Conca de Barberà per la seva implicació compromesa a donar ànims i opinió sobre el cooperativisme a altres col·lectius pagesos.
Gradualment, aquesta empenta la dirigí al conjunt del país, cosa que el convertí en un divulgador oral del cooperativisme agrari, ajudat d'una prolífica obra escrita que escampà en llibres i articles en periòdics de l'Espluga, Montblanc, Valls, Tarragona i Barcelona. Fruit d'aquesta donació i disposició, la Mancomunitat de Catalunya el nomenà cap d'Acció Social Agrària, a l'escola d'Agricultura de la Mancomunitat, dins la Direcció General d'Agricultura. Des d'Acció Social Agrària dugué a terme una tasca d'alt nivell, orientadora i engrescadora, pel que fa a la creació d'obra cooperativa. Va morir el 1925.